# أستاذ مشارك
الأستاذ المشارك (بالإنجليزية: Associate Professor)‏ هي درجة أكاديمية تستخدم في جامعات أمريكا الشمالية والجامعات التي تجري على نهجها في تسمية الدرجات الأكاديمية. وهي أعلى ـ وفق هذا النظام ـ من درجة أستاذ مساعد وأقل من درجة أستاذ (بروفيسور). تعادل هذه الدرجة في الجامعات المصرية درجة الأستاذ المساعد، بينما تعادل في أنظمة بريطانيا ودول الكومنولث درجة «محاضر أول» (Senior lecturer).